# 世界工程组织联合会
世界工程组织联合会（法語：Federation Mondiale des Organisations d'Ingenieurs，FMOI，WFEO）是一个代表世界各國或地區工程专业團體的国际非政府组织，于1968年在联合国教科文组织的倡议和支持下成立，总部设在法国巴黎。聯合會成员覆盖100多个国家和地区的工程组织，及代表超过3000万名工程师。
聯合會通过领导和协调各种相关项目，以工程能力发展落實联合国可持续发展目标,以及团结教育机构、工程组织、政府和行业机构，共同提升世界各地工程發展。該會的国家会员和国际会员均為重要的专业工程机构，它们在发展中国家和区域的工程能力提升中发挥关键作用。
2018年世界工程组织联合会成立50周年是为实现联合国可持续发展目标所需工程能力的行动计划框架的重要机遇。为此，联合国教科文组织和世界工程组织联合会签署了《关于通过工程促进联合国可持续发展目标的宣言》。

## 组织结构
世界工程组织联合会的最高管理机构是全体大会。全体大会闭会期间，聯合會的事务由执行委员会执行，其一般事务也由执行董事会处理，并由执行主任支持。全体大会、执行理事会及执行董事会以多数投票方式决定其采取的行动。

### 常设技术委员会
- 灾害风险管理委员会（CDRM）
- 创新技术专委会（CEIT）
- 工程与环境委员会（CEE）
- 能源委员会（CE）
- 青年工程师/未来领袖委员会（YE/FL）
- 工程教育委员会（CEIE）
- 反腐败专委会（CAC）
- 妇女工程委员会（WIE）
- 工程能力建设委员会（CECB）
- 信息与通信委员会（CIC）
- 水利委员会（CW）
- 基础设施工作小组报告卡（WGIRC）
- WFEO联合国关系委员会（WURC）

### 会议
世界工程组织联合会（WFEO）管理层每年会面讨论全体大会和专业/政策委员会的会议。所有的委员会会议在大会框架下举行，非会员组织的工程师也可以参加。 一般来说，委员会的会议于每年11月举行。
| 年份    | 城市           | 国家       | 会议名称                                    | 主题                                     |
| ------- | -------------- | ---------- | ------------------------------------------- | ---------------------------------------- |
| 2009    | 科威特城       | 科威特     |                                             | 替代能源应用——选择或必要性               |
| 2010    | 布宜诺斯艾利斯 | 阿根廷     | 世界工程周（WEW）                           | 为了可持续发展的技术、创新和生产         |
| 2011    | 日内瓦         | 瑞士       | 世界工程大会（WEC）                         |                                          |
| 2012    | 卢布尔雅那     | 斯洛文尼亚 | 世界工程论坛 (WEF)                          | 为了人类的可持续建设                     |
| 2013    | 新加坡         | 新加坡     | 世界工程峰会 (WES)                          | 为气候变化提出创新和可持续发展的解决方案 |
| 2014    | 阿布贾         | 尼日利亚   | 世界可持续基础设施工程大会(WECSI)，尼日利亚 | 非洲可持续基础设施的发展                 |
| 2015    | 京都           | 日本       | 世界工程大会 (WECC)                         | 工程：创新与社会                         |
| 2016 年 | 利马           | 秘鲁       | 世界减灾工程大会                            | 工程：灾害风险                           |
| 2017    | 罗马           | 意大利     | 世界工程论坛                                | 人类遗产工程                             |
| 2018    | 伦敦           | 英国       | 全球工程大会                                | 可持续发展目标工程                       |
| 2019    | 墨尔本         | 澳大利亚   | 世界工程师大会                              | 建设一个可持续发展的世界：未来100年      |
| 2022    | 圣何塞         | 哥斯达黎加 | 世界工程峰会                                | 创新+技术+可持续性=工程2050              |

### 世界工程日
世界工程组织联合会（WFEO）牵头提议，将每年的3月4日（联合会的成立日）设立为促进可持续发展世界工程日。
世界工程日在2020年3月4日首次庆祝。受新冠疫情影响，庆祝活动线上举行，受到全球关注。联合会推出了六种联合国语言的网站www.worldengineeringday.net、媒体包、活动创意和媒体活动，活动在世界各地展开。
世界工程日为大众提供了一个认识工程对可持续发展重要性的机会，并与政府和行业合作，解决世界各地对工程能力和工程师素质的需求。

### 主席
WFEO主席由全体大会选举产生，任期两年。  
| 年        | 总统                                    | 国家          |
| --------- | --------------------------------------- | ------------- |
| 1968-1974 | 埃里克·舒瓦西（Eric Choisy）            | 瑞士          |
| 1975-1986 | 萨多克·本·杰马（Sadok Ben Jemaa）       | 突尼斯        |
| 1986-1991 | A.Y 伊斯林斯基 （A.Y Ishlinsky )        | 俄罗斯（苏联) |
| 1991-1995 | 威廉·J·卡罗尔(William J Carroll）       | 美国          |
| 1995-1999 | 康拉德·鲍尔（Conrado Bauer）            | 阿根廷        |
| 1999-2003 | 何塞·杰梅德姆 （José Medem）            | 西班牙        |
| 2003-2005 | 李宜昌（Dato Lee Yee Cheong）           | 马来西亚      |
| 2005-2007 | 卡迈勒·阿卡迪亚（Kamel Ayadi）          | 突尼斯        |
| 2007-2009 | 巴里·格雷尔Barry Grear）                | 澳大利亚      |
| 2009-2011 | 玛丽亚·普列托（Maria Prieto Laffargue） | 西班牙        |
| 2011-2013 | 阿德尔·哈拉菲（Adel Al Kharafi）        | 科威特        |
| 2013-2015 | 马尔万·哈米德 Marwan Abdelhamid）       | 巴勒斯坦      |
| 2015-2017 | 乔治·斯皮塔尔尼克 （Jorge Spitalnik）   | 巴西          |
| 2017-2019 | 马琳·坎加（Marlene Kanga）              | 澳大利亚      |
| 2019-2021 | 龚克                                    | 中国          |
| 2021-2023 | 何塞·维埃拉 (José Vieira)               | 葡萄牙        |

## 会员

### 国家会员与附属会员
国家会员是世界工程组织联合会（WFEO）在该国工程师组织的唯一代表，根据国家标准，国家会员是该国专业工程组织，或是该国的组织联盟/协会，通常是被认为该国最具技术能力的工程师的代表。其成员可担任WFEO 专业/政策委员会成员，并可以参加联合会理事机构的选举。
WFEO还设有附属会员，附属会员可以代表其国家，也可以是同一国家除现有国家会员之外的其他组织。除不能提名为董事会和理事会成员外，附属会员拥有其他权利。
世界工程组织联合会（WFEO）大约共有100位来自世界各地的国家和或附属会员。

### 国际会员
- 英联邦工程师委员会 (CEC)
- 地中海国家工程协会 （EAMC）
- 阿拉伯工程师联合会 (FAE)
- 非洲工程组织联合会 (FAEO)
- 欧洲国家工程协会联合会(FEANI)
- 亚太工程组织联合会 (FEIAP)
- 南亚和中亚工程院联合会（FEISCA）
- 际医学生物工程联合会（IFMBE）
- 国际市政工程联合会（IFME）
- 泛美工程师学会联合会(UPADI)
- 科学与工程协会联合会（USEA）
- 世界土木工程师协会(WCCE)

### 杰出会员
杰出会员是2019年设立的个人会员类别，在WFEO章程中如下描述：“杰出会员为具有工程资格并在工程领域做出突出贡献的个人。”
2021-2022年，首批荣获“杰出研究员”的三位工程师是尤尔根·克雷奇曼教授（Dr. Jürgen Kretschmann）；维拉斯·马宗达博士（Dr. Vilas Mujumdar）；圣地亚哥·索托约工程师（Santiago Sotuyo）。

### 联系会员
联合会（WFEO）的联系会员，有权参与联合会活动，但没有如投票或提名管理职位等成员权利。联系会员可以是非营利性组织，也可以是公司组织。

## 外部連結
- 官方网站（英文）（法文）